# Dichiarazione islamica dei diritti dell'uomo
La Dichiarazione islamica dei diritti dell'uomo, proclamata il sabato 19 settembre 1981 presso l'UNESCO a Parigi, è la versione islamica della Dichiarazione universale dei diritti dell'uomo e a differenza della sua omologa del 1948 è una fonte di diritto gerarchicamente inferiore al Corano e alle tradizioni islamiche (ḥadīth).

## Storia
La dichiarazione del 1981 scaturisce da varie critiche dirette da paesi prevalentemente islamici, come Sudan, Pakistan, Iran ed Arabia Saudita, verso la Dichiarazione universale dei diritti dell'uomo per la mancanza di considerazione per le "esigenze religiose e culturali" dei paesi islamici. Essa è stata preceduta da un intervento presso le Nazioni Unite da parte del rappresentante iraniano Saʿid Rajaie Khorasani, secondo il quale Dichiarazione universale dei diritti dell'uomo rappresentava "una interpretazione laica della tradizione giudaico-cristiana" che non avrebbe potuto essere attuata dai musulmani senza violare la legge dell'Islam.
Questa non è la sola versione della Dichiarazione islamica dei diritti dell'uomo; nel 1990, al Cairo, la 19a Conferenza Islamica dei Ministri degli Esteri (dal 31 luglio al 5 agosto) ha proclamato la Dichiarazione del Cairo dei Diritti Umani dell'Islam, un testo molto più compatto in 25 articoli ed un breve preambolo che sembra non riconoscere l'esistenza della Dichiarazione di Parigi, dal quale si legge testualmente "Recognizing the importance of issuing a Document on Human Rights in Islam that will serve as a guide for Member states in all aspects of life;" cioè "Riconoscendo l'importanza dell'emettere un Documento sui Diritti Umani nell'Islam che serva come guida per gli Stati membri in tutti gli aspetti di vita;" come se non ne esistessero di antecedenti.
Di questa più recente Dichiarazione è disponibile una versione italiana nel link sottostante; inoltre la versione inglese di Wikipedia riporta una pagina di confronto con larghe citazioni di articoli, come questa pagina fa rispetto alla versione italiana della Dichiarazione di Parigi cui fa riferimento il primo collegamento sottostante; va annotato infine come la pagina cui corrisponde il link di islamitalia.it sia stata tradotta dall'originale a cura di Hamza R. Piccardo, esponente di primo piano dell'Islam italiano e presidente dell'UCOII (Unione delle Comunità Islamiche Italiane), ma non esistono nella pagina stessa riferimenti ad ulteriori Dichiarazioni emesse successivamente. Rimangono comunque anche per questa versione le differenze con la dichiarazione delle Nazioni Unite, approvata il 10 dicembre 1948.

## Il testo
Essa si compone di un corposo preambolo e di 23 Articoli, molti dei quali divisi in più commi; nel preambolo possiamo distinguere:
- la descrizione del rapporto tra Islam e società, quale si evince dal primo paragrafo del preambolo stesso: Da oltre quattordici secoli, l'Islam ha definito i Diritti dell'Uomo, nel loro insieme e nelle loro applicazioni, con una Legge divina. Tali diritti sono stati consolidati con un corollario di garanzie sufficienti ad assicurare la loro protezione. L'Islam ha plasmato la società che ha costruito, in conformità a principi e regole giuridiche che danno a questi diritti consistenza e stabilità.

Pertanto, i Diritti esistono in quanto legge divina, coadiuvata da principi e regole che stabilizzano la società stessa sotto i fondamenti di questa legge, e non delle scelte di individui o gruppi, non importa quanto numerosi.
- La considerazione che i credenti sono ... musulmani, pur nella diversità delle nostre origini etniche e geografiche,... , e l'elenco di svariate motivazioni per le quali viene creata come da ... musulmani, araldi dell'invito ad abbracciare la religione di Dio, all'alba del XV secolo dell'Egira proclamiamo questa Dichiarazione ( Bayān ) dei Diritti dell'Uomo, fatta in nome dell'Islam, a partire dal nobilissimo Corano e dalla purissima Tradizione profetica (Sunna).
- una serie di 12 diritti provenienti quindi dal Corano e dalla Sunna, tale che Per queste loro origini, tali diritti hanno le caratteristiche di diritti eterni e non possono essere soppressi o corretti, abrogati o invalidati. Sono diritti indicati dal Creatore — lode a Lui — e nessuna creatura umana può annullarli o combatterli. Le garanzie che assicurano ad ognuno non possono essere cancellate né dalla volontà di un individuo che vi rinunciasse né dalla volontà di istituzioni che la società stessa ha creato, qualunque sia la loro origine e qualunque sia l'autorità di cui essa le avesse investite.

L'affermazione di questi diritti è condizione reale e preliminare per la costruzione di un'autentica società islamica... 
Pertanto ad un individuo non è dato rinunciare ai suoi diritti, quali sono elencati, o sostituirli con altri, né alcuna Istituzione di natura umana può esprimere garanzie differenti, se in contrasto con la Legge Divina. Come si vede più avanti, quindi, l'individuo deve la sua fedeltà in prima istanza all'autorità religiosa che a quella dello Stato, ove le due autorità non vengano a coincidere.
Tra i valori condivisi con la società occidentale troviamo la famiglia, l'uguaglianza (ma sempre davanti alla legge islamica), le pari opportunità come indicate nel punto 9) una società che offra a tutti parità di opportunità in modo tale che ogni individuo possa assumere delle responsabilità proporzionali alle sue capacità...  ed il senso di missione affidato ai governanti: una società in cui il potere terreno sia considerato un «sacro pegno» affidato alla responsabilità dei governanti, affinché realizzino gli obiettivi definiti dalla Legge islamica...  ed il diritto alla sicurezza, 12) ... impegnandosi ad applicare e badando a proteggere quegli stessi diritti che questa «Dichiarazione» proclama di fronte a tutto il mondo.
Tra i 23 Articoli che compongono il testo, va notato come il riferimento al protagonista della Dichiarazione, che nella Dichiarazione universale dei diritti dell'uomo è sempre "l'individuo", sia effettuato di volta in volta verso "l'individuo", "l'uomo" o "l'essere umano".

Nel testo viene sancita la supremazia della legge islamica rispetto alle leggi nazionali, come in
Art. 4 - Il diritto alla giustizia
1) Ogni individuo ha diritto di essere giudicato in conformità alla Legge islamica e che nessun'altra legge gli venga applicata...
5) Nessuno ha il diritto di costringere un musulmano ad obbedire ad una legge che sia contraria alla Legge islamica. Il musulmano ha il diritto di rifiutare che gli si ordini una simile empietà, chiunque esso sia: «Se al musulmano viene ordinato di peccare, non è tenuto né alla sottomissione né all'obbedienza» ( ḥadīth ).
O ancora la definizione di equità di un processo e di presunzione di innocenza:
Art. 5 - Il diritto ad un processo giusto
1) L'innocenza è condizione originaria: «Tutti i membri della mia Comunità sono innocenti, a meno che l'errore non sia pubblico» ( ḥadīth ). Questa presunzione di innocenza corrisponde quindi allo «statu quo ante» e deve rimanere tale, anche nei confronti di un imputato, fino a che esso non sia stato definitivamente riconosciuto colpevole da un tribunale che giudichi con equità.
2) Nessuna accusa potrà essere rivolta se il reato ascritto non è previsto in un testo della Legge islamica...
4) In nessun caso potranno essere inflitte pene più gravose di quelle previste dalla Legge islamica per ogni specifico crimine: «Ecco i limiti di Allah, non li sfiorate» (Cor. II:229)...
Inoltre, relativamente al libero pensiero, troviamo delle fondamentali differenze tra le due Dichiarazioni; infatti per i Paesi firmatari della Dichiarazione universale dei diritti dell'uomo si legge:
Articolo 18
Ogni individuo ha il diritto alla libertà di pensiero, coscienza e di religione; tale diritto include la libertà di cambiare religione o credo, e la libertà di manifestare, isolatamente o in comune, sia in pubblico che in privato, la propria religione o il proprio credo nell'insegnamento, nelle pratiche, nel culto e nell'osservanza dei riti.
Articolo 19
Ogni individuo ha il diritto alla libertà di opinione e di espressione, incluso il diritto di non essere molestato per la propria opinione e quello di cercare, ricevere e diffondere informazioni e idee attraverso ogni mezzo e senza riguardo a frontiere.
mentre nella Dichiarazione islamica troviamo:
Art. 12 - Il diritto alla libertà di pensiero, di fede e di parola
1) Ogni persona ha il diritto di pensare e di credere, e di esprimere quello che pensa e crede, senza intromissione alcuna da parte di chicchessia, fino a che rimane nel quadro dei limiti generali che la Legge islamica prevede a questo proposito. Nessuno infatti ha il diritto di propagandare la menzogna o di diffondere ciò che potrebbe incoraggiare la turpitudine o offendere la Comunità islamica: «Se gli ipocriti, coloro che hanno un morbo nel cuore e coloro che spargono la sedizione non smettono, ti faremo scendere in guerra contro di loro e rimarranno ben poco nelle tue vicinanze. Maledetti! Ovunque li si troverà saranno presi e messi a morte» (Cor., XXXIII:60-61).
4) Nessun ostacolo potrà essere frapposto alla diffusione delle informazioni e delle verità certe, a meno che dalla loro diffusione non nasca qualche pericolo per la sicurezza della comunità naturale e per lo Stato: «Quando giunge loro una notizia rassicurante o allarmante, essi la divulgano; se l'avessero riferita all'Inviato di Dio e a quelli di loro che detengono l'autorità, per domandare il loro parere avrebbero saputo se era il caso di accettarla, perché di solito si fa riferimento alla loro opinione» (Cor. 4,83).
Per quanto riguarda i diritti economici e quelli dei lavoratori, molto spazio viene dedicato alla trattazione, con una codifica simile, ma ben più articolata, a quella degli Artt. 23 e 24 della Dichiarazione delle Nazioni Unite:
Art. 15 - I diritti economici
6) Per assicurare una saggia direzione dell'attività economica e per garantirne il sano funzionamento, l'Islam proibisce:
- la frode in tutte le sue forme: «Chi viene per frodare non è dei nostri» ( hadīth );
- l'alea, la mancanza di informazione e tutto ciò che potrebbe suscitare conflitti che non si potrebbero definire oggettivamente: «Il Profeta* ha vietato la vendita con il getto della pietra e la transazione indefinita» ( khabar ), «Il Profeta* ha vietato [di vendere] l'uva prima che sia matura (nera) e il grano prima che maturi» ( khabar );
- la costituzione di un monopolio e qualsiasi concorrenza sleale...
- l'usura e qualsiasi altro profitto che sfrutta la situazione di altrui svantaggio...
- la pubblicità mendace e ingannatrice...
7) Il rispetto dei superiori interessi della Comunità islamica e la fedeltà ai valori dell'Islam costituiscono la sola limitazione possibile all'attività economica della società musulmana.
Quindi non è un diritto economico il prestito di denaro remunerato da un tasso di interesse, così come la vendita di un bene non ancora definito, come i futures.
Per quanto riguarda il rapporto tra i sessi, troviamo:
Art. 19 - Il diritto di fondare una famiglia
1) Il matrimonio, nel quadro islamico, è un diritto riconosciuto a ogni essere umano. È la via che la Legge islamica ha riconosciuto legittima per fondare una famiglia, assicurarsi una discendenza e conservarsi casti... Ognuno degli sposi ha dei diritti e dei doveri nei confronti dell'altro che la legge islamica ha definito con esattezza: «Le donne hanno dei diritti pari ai loro obblighi, secondo le buone convenienze. E gli uomini hanno tuttavia una certa supremazia su di loro» (Cor., II:228). Il padre deve provvedere all'educazione dei figli, da un punto di vista fisico, morale e religioso, in conformità alla fede e alla sua Legge religiosa. Egli ha la responsabilità di scegliere la direzione che vuole dare alla loro vita: «Ognuno di voi è un pastore; ognuno di voi è responsabile del suo gregge» ...

dove si vede anche come solo al padre spetti il diritto di guidare i figli verso le loro scelte di vita e, essendone responsabile, di metterle anche in discussione; inoltre la donna viene subordinata all'uomo de iure "secondo le buone convenienze".

## Considerazioni e annotazioni a margine
Vale la pena ricordare che il termine ḥadīth si riferisce alle tradizioni riconosciute valide dalla giurisprudenza e dalla teologia islamica e che costituiscono, raccolte nella Sunna, parte integrante - per quanto sottoposte alla primazia del Corano - della Sharīʿa, ossia la Legge religiosa cui si riferisce il testo suesposto. Il khabar invece è una "notizia" o "informazione" storica, rilevante ma non giuridicamente cogente come la Sharīʿa.

## Carta araba dei diritti dell'uomo
Il 15 settembre 1994 è stata adottata dal Consiglio della Lega degli Stati arabi la Carta araba dei diritti dell'uomo che poi è stata emendata il 22 maggio 2004.